# 谭德才
谭德才（1953年11月—），云南永善人，汉族，中国共产党党员。中华人民共和国政治人物、第十三届全国人民代表大会云南省代表。

## 生平
2018年2月24日，当选为第十三届全国人大代表。